# Carn d'ànec
La carn d'ànec és la carn de diverses espècies d'aus en la família anatidae, trobada tant en aigua dolça com en aigua salada. Ànec es menja en moltes gastronomies d'arreu del món. La carn d'ànec més comú que es consumeix als Estats Units és l'ànec de Pequín (o ànec lacat). Com la majoria de pequinesos criats per a la venda provenen allí de Long Island, Nova York, els pequinesos són també anomenats de vegades ànecs "Long Island", malgrat de ser d'origen xinès. Algunes races especialitzades s'han tornat més populars en els últims anys, en particular l'ànec mut (també almescat o morisc), i l'ànec mulard (un híbrid estèril dels pequinesos i els muts). A diferència de la majoria dels altres ànecs domèstics, els ànecs muts no són descendents dels collverds.

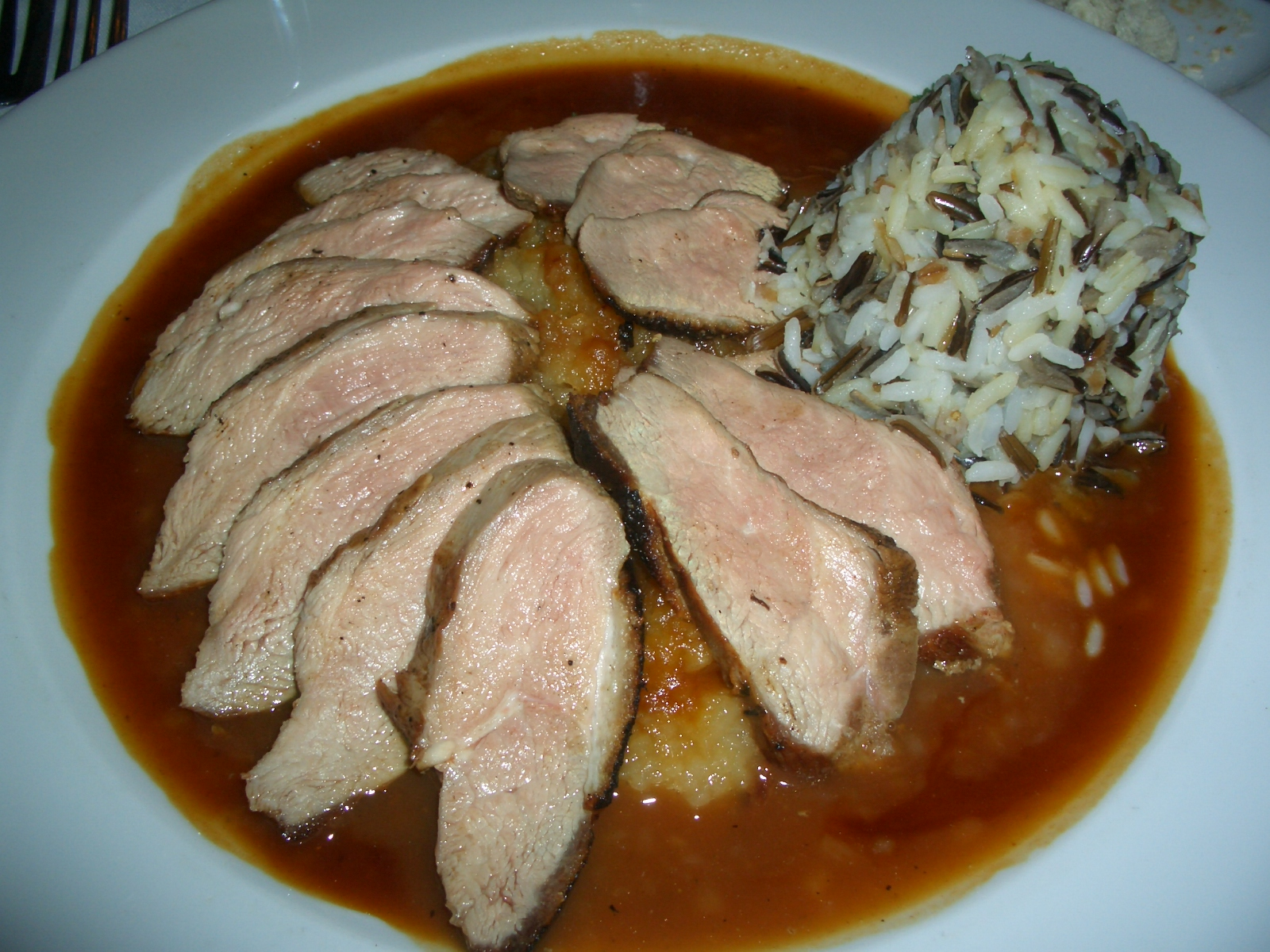
Pit d'ànec amb salsa de poma i mel i arròs salvatge
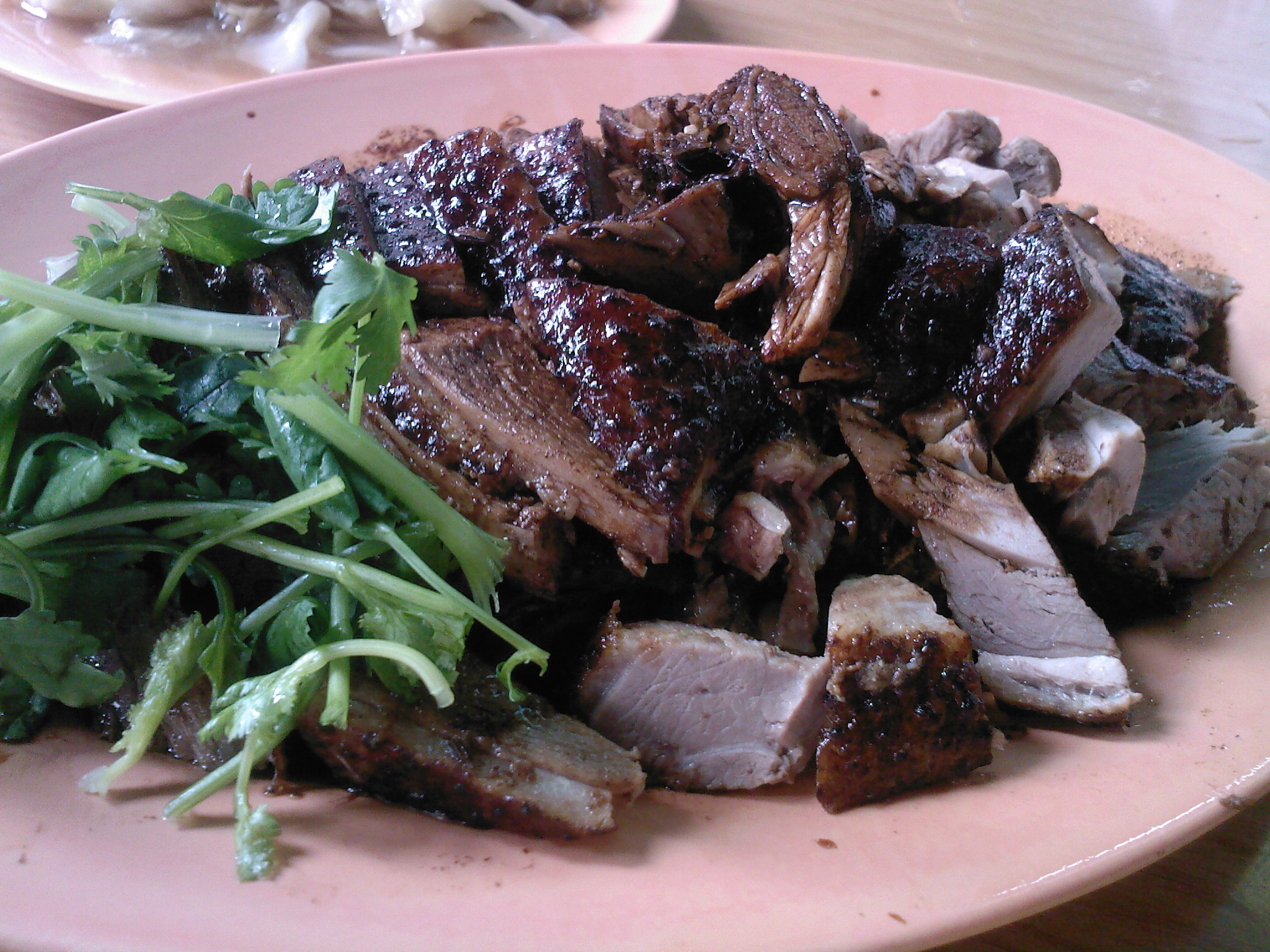
Ànec a la brasa, a l'estil teochew
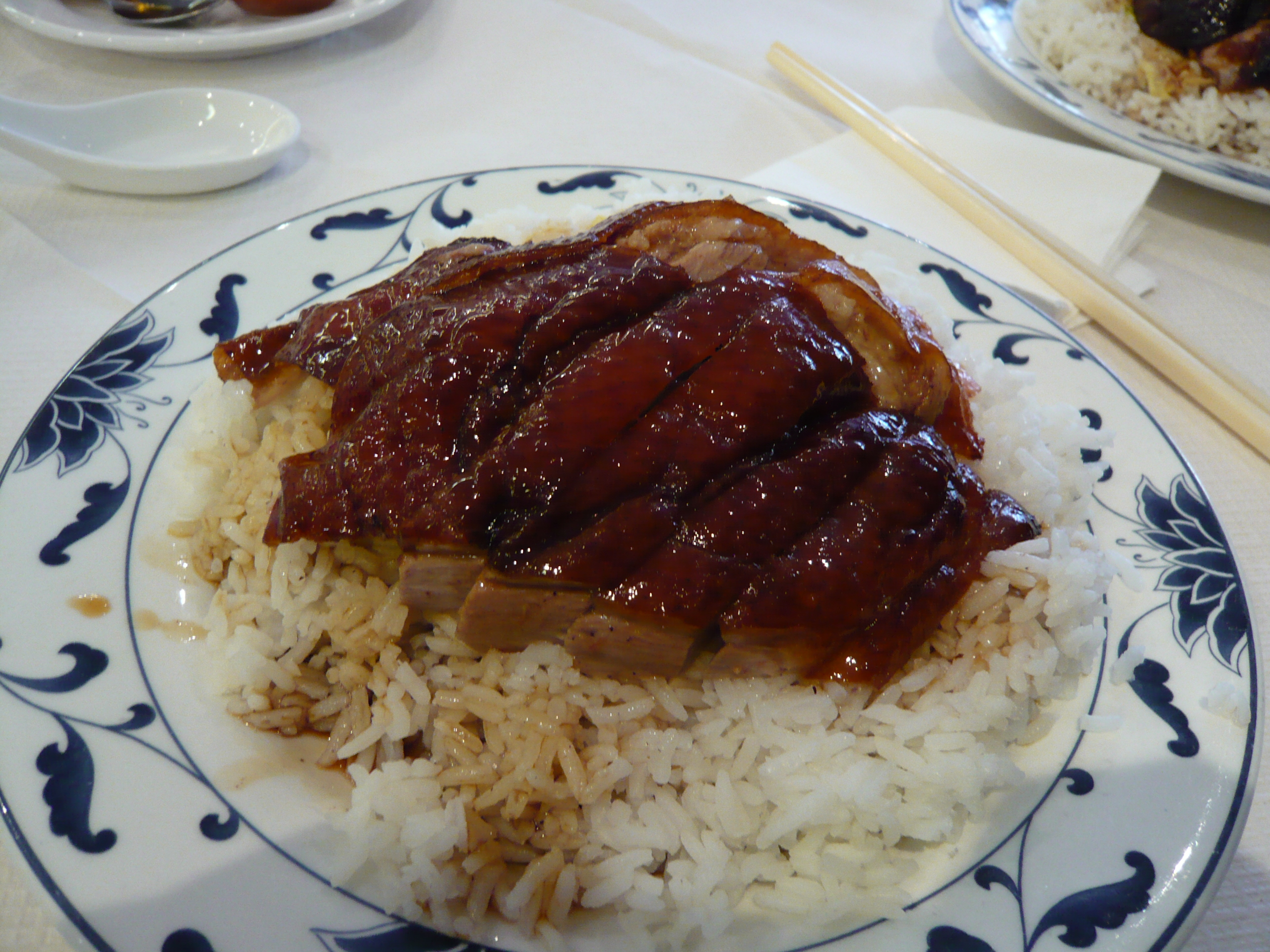
Estil cantonès d'ànec rostit i arròs